# Orphan: First Kill
Orphan: First Kill (bra: Órfã 2: A Origem; prt: Órfã: A Origem) é um filme americano de terror psicológico lançado em 2022, dirigido por William Brent Bell e com roteiro de David Coggeshall. É uma prequela do filme Orphan, de 2009. David Leslie Johnson-McGoldrick serve como produtor executivo. Isabelle Fuhrman retorna como Esther, atuando ao lado de Julia Stiles e Rossif Sutherland.
Originalmente com o título da obra sendo Esther, o projeto foi anunciado em fevereiro de 2020. O título oficial foi revelado em novembro do mesmo ano, com Fuhrman reprisando seu papel como Esther, coestrelando ao lado de Stiles, Sutherland e Matthew Finlan. As gravações ocorreram em Winnipeg de novembro a dezembro de 2020.
Orphan: First Kill foi financiado pela Entertainment One e Dark Castle Entertainment, estreando primeiro em outros territórios começando nas Filipinas em 27 de julho de 2022. Está programado para ser lançado nos Estados Unidos em 19 de agosto de 2022, em cinemas selecionados, digitalmente e via o streaming Paramount+. No Brasil, está programado para ser lançado em 15 de setembro de 2022.

## Premissa
O filme seguirá Leena Klammer em sua fuga brilhante do Instituto Saarne, uma clínica psiquiátrica estoniana, e sua viagem para a América do Norte ao se passar por Esther, a filha perdida de Tricia Albright e Allen Albright. Tricia se convence de que não é sua filha, enquanto Allen discorda, acreditando que sua esposa sofre de paranoia e alucinação. Leena tenta separá-los, causando alguns problemas graves para a família. Porém, Tricia é rápida em descobrir o passado sombrio e a história macabra de Leena. Ameaçando-a, Leena se torna violenta, ao ponto de confrontar a mãe, que está disposta a proteger sua família a qualquer custo.

## Elenco
- Isabelle Fuhrman como Esther Albright (Leena Klammer)
  - Kennedy Irwin como Esther Albright (jovem): Irwin também serve como dublê de Fuhrman
  - Sadie Lee como Esther Albright (jovem): Lee também serve como dublê de Fuhrman
- Julia Stiles como Tricia Albright
- Rossif Sutherland como Allen Albright
- Morgan Giraudet como James Klammer[13][14]
- Hiro Kanagawa como Detetive Donnan
- Jade Michael como Madison
- Stephanie Sy como Aeromoça
- Matthew Finlan como Gunnar Albright
- Lauren Cochrane como Policial Leahy
- Erik Athavale como Atendente hospitalar
- Sarah Luby como Claire (Recepcionista)
- Kristen Sawatzky como Federica
- Andrea del Campo como Betsy
- Alec Carlos como Mike
- Parker Bohotchuk como Adolescente
- Samantha Walkes como Doutora Segar

## Produção
Em fevereiro de 2020, uma prequela de Orphan (2009), intitulada Esther, foi anunciada para a eOne e Dark Castle Entertainment, e seria dirigida por William Brent Bell, com roteiro de David Coggeshall, a partir de uma história do produtor executivo David Leslie Johnson-McGoldrick e o produtor Alex Mace, que respectivamente escreveram o roteiro e a história do primeiro filme. Em novembro de 2020, o novo título do filme foi anunciado como Orphan: First Kill, com Isabelle Fuhrman reprisando seu papel como Esther, e Julia Stiles e Rossif Sutherland se juntando ao elenco. Os cineastas revelaram que usaram uma combinação de maquiagem e técnicas de perspectiva forçada para permitir que Fuhrman retratasse Esther novamente, devido a sua diferença de estatura e corporal obtida. Duas atrizes infantis também serviram como dublês para Fuhrman.
As filmagens começaram em Winnipeg em novembro de 2020 e terminaram em 11 de dezembro do mesmo ano.
Em setembro de 2021, foi anunciado que a Paramount Players havia adquirido os direitos de distribuição do filme nos EUA.

## Lançamento
Orphan: First Kill está programado para ser lançado simultaneamente por meio de lançamento limitado nos cinemas, vídeo sob demanda e na Paramount+, em 19 de agosto de 2022. Acreditava-se em uma teoria de que teria uma data de lançamento em 28 de janeiro de 2022, mas isso foi considerado não oficial. Foi lançado pela primeira vez nas Filipinas em 27 de julho de 2022.